# Communauté de communes des Hauts Tolosans
La communauté de communes des Hauts Tolosans est une communauté de communes française située dans le département de la Haute-Garonne, en région Occitanie. « Hauts Tolosans » est simplement « Hauts Toulousains » écrit en graphie occitane : « nauts » (languedocien) ou « hauts » (gascon) pour « hauts » (les Hauts Tolosans regroupant essentiellement des communes situées rive gauche gasconne de la Garonne), et « tolosans » pour « toulousains » en occitan.

## Historique
Elle est créée le 1er janvier 2017 par la fusion de la communauté de communes des Coteaux de Cadours et de la communauté de communes de Save et Garonne. Son siège est fixé à Grenade. 
Jusqu'au 1er janvier 2018, la communauté de communes se nommait Save Garonne et Coteaux de Cadours.

## Territoire communautaire

### Composition

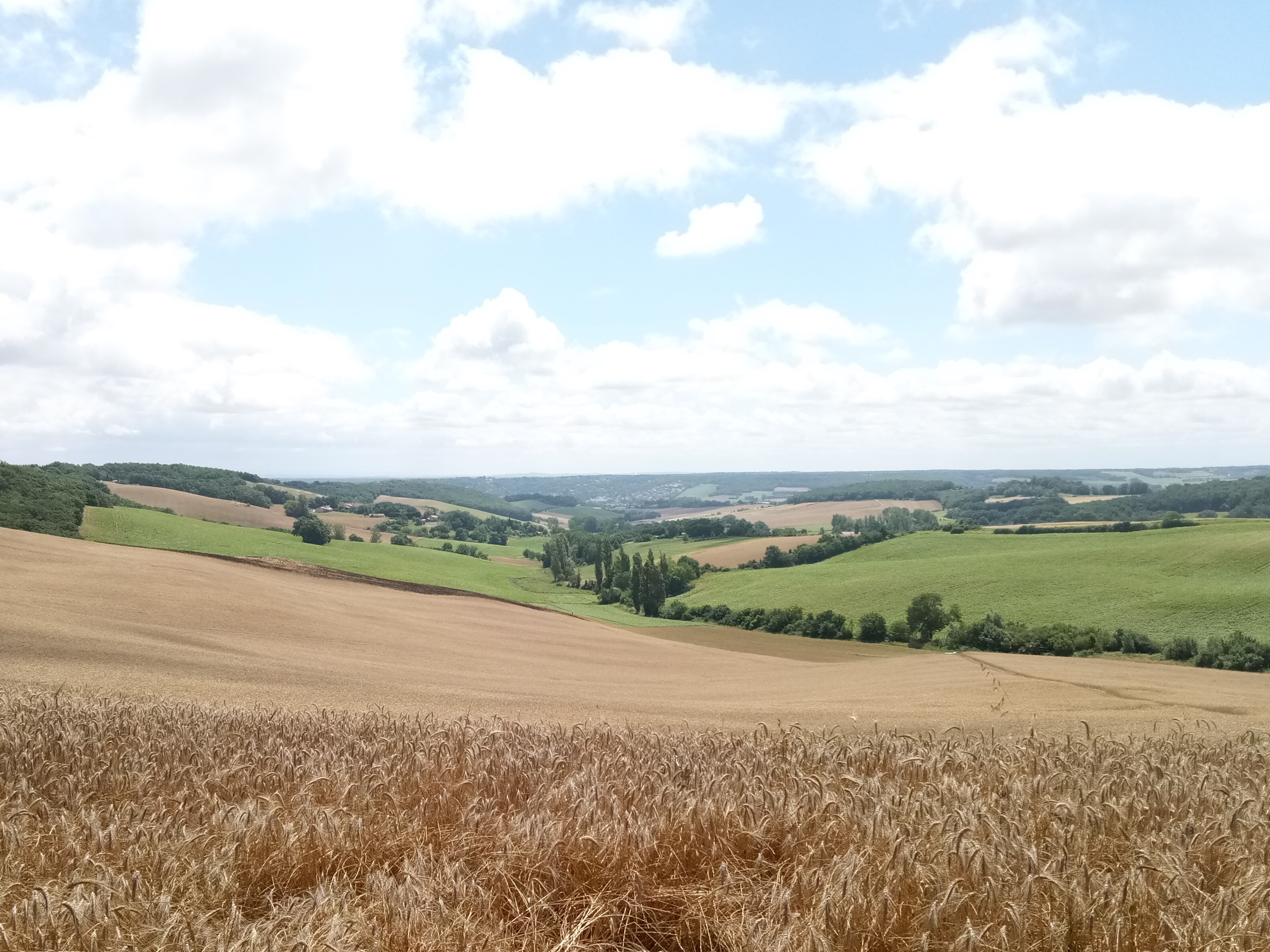
Paysage vallonné des Hauts Tolosans. Photo prise au Castéra (juin 2021), vue en direction de la vallée de la Save. Au fond : la forêt de Bouconne.

La communauté de communes est composée des 29 communes suivantes :

| Nom                     | Code Insee | Gentilé         | Superficie (km2) | Population (dernière pop. légale) | Densité (hab./km2) |
| ----------------------- | ---------- | --------------- | ---------------- | --------------------------------- | ------------------ |
| Grenade (siège)         | 31232      | Grenadains      | 37,01            | 9 039 (2022)                      | 244                |
| Bellegarde-Sainte-Marie | 31061      | Bellegardiens   | 11,66            | 203 (2022)                        | 17                 |
| Bellesserre             | 31062      | Bellesserrois   | 3,39             | 110 (2022)                        | 32                 |
| Bretx                   | 31089      | Bretzois        | 8,41             | 666 (2022)                        | 79                 |
| Brignemont              | 31090      | Brignemontois   | 21,96            | 367 (2022)                        | 17                 |
| Le Burgaud              | 31093      | Burgaudains     | 24,18            | 937 (2022)                        | 39                 |
| Cabanac-Séguenville     | 31096      | Cabavillois     | 10,18            | 187 (2022)                        | 18                 |
| Cadours                 | 31098      | Cadourseins     | 10,58            | 1 134 (2022)                      | 107                |
| Le Castéra              | 31120      | Castérois       | 16,71            | 797 (2022)                        | 48                 |
| Caubiac                 | 31126      | Caubiacais      | 7,99             | 440 (2022)                        | 55                 |
| Cox                     | 31156      | Coxéens         | 4,07             | 365 (2022)                        | 90                 |
| Daux                    | 31160      | Dauxéens        | 16,88            | 2 575 (2022)                      | 153                |
| Drudas                  | 31164      | Drudassien      | 11,17            | 199 (2022)                        | 18                 |
| Garac                   | 31209      | Garacois        | 6,05             | 167 (2022)                        | 28                 |
| Le Grès                 | 31234      | Grésiens        | 8,13             | 464 (2022)                        | 57                 |
| Lagraulet-Saint-Nicolas | 31265      | Agrauletais     | 16,11            | 283 (2022)                        | 18                 |
| Laréole                 | 31275      | Réolains        | 8,88             | 159 (2022)                        | 18                 |
| Larra                   | 31592      | Larrassiens     | 16,36            | 2 249 (2022)                      | 137                |
| Launac                  | 31281      | Launacais       | 22,32            | 1 305 (2022)                      | 58                 |
| Menville                | 31338      | Menvillois      | 5,07             | 799 (2022)                        | 158                |
| Merville                | 31341      | Mervillois      | 30,68            | 6 640 (2022)                      | 216                |
| Montaigut-sur-Save      | 31356      | Montaigutois    | 12,65            | 1 946 (2022)                      | 154                |
| Ondes                   | 31403      | Ondains         | 6,57             | 815 (2022)                        | 124                |
| Pelleport               | 31413      | Pelleportiens   | 10,38            | 542 (2022)                        | 52                 |
| Puysségur               | 31444      | Puysségurains   | 5,44             | 138 (2022)                        | 25                 |
| Saint-Cézert            | 31473      | Saint-Cézeriens | 8,94             | 443 (2022)                        | 50                 |
| Saint-Paul-sur-Save     | 31507      | Saint-Paulains  | 5,07             | 1 749 (2022)                      | 345                |
| Thil                    | 31553      | Thilois         | 23,68            | 1 121 (2022)                      | 47                 |
| Vignaux                 | 31577      | Vignaulais      | 4,04             | 157 (2022)                        | 39                 |

### Démographie
| 1968   | 1975   | 1982   | 1990   | 1999   | 2009   | 2014   | 2020   | 2021   |
| ------ | ------ | ------ | ------ | ------ | ------ | ------ | ------ | ------ |
| 12 231 | 13 393 | 15 692 | 17 829 | 20 696 | 28 752 | 32 108 | 34 721 | 35 414 |

## Administration

### Siège

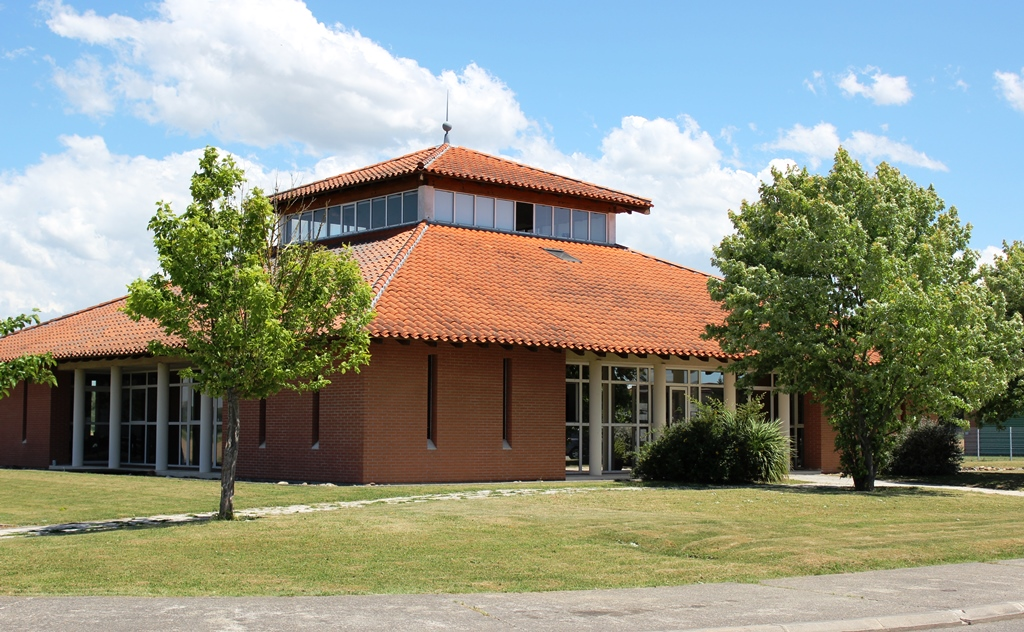
Le siège de la communauté de communes est situé à Grenade.

Le siège de la communauté de communes est situé à Grenade, 1637 Rue des Pyrénées.

### Les élus
Le conseil communautaire de la communauté de communes se compose de 57 conseillers, représentant chacune des communes membres et élus pour une durée de six ans.
Ils sont répartis comme suit :
| Nombre de conseillers | Communes |
| --------------------- | --- |
| 12                    | Grenade |
| 7                     | Merville |
| 3                     | Daux |
| 2                     | Le Burgaud, Cadours, Larra, Launac, Menville, Montaigut-sur-Save, Ondes, Saint-Paul-sur-Save, Thil |
| 1 (+1 suppléant)      | Bellegarde-Sainte-Marie, Belleserre, Bretx, Brignemont, Cabanac-Séguenville, Le Castéra, Caubiac, Cox, Drudas, Garac, Le Grès, Lagraulet-Saint-Nicolas, Laréole, Pelleport, Puysségur, Saint-Cézert, Vignaux |

### Présidence
| Période                                  | Période      | Identité         | Étiquette | Qualité                      |
| ---------------------------------------- | ------------ | ---------------- | --------- | ---------------------------- |
| 12 janvier 2017                          | 15 juin 2020 | Jean Boissières  | SE-DVG    | Maire de Saint-Paul-sur-Save |
| 15 juin 2020                             | En cours     | Jean-Paul Delmas | DVG       | Maire de Grenade             |
| Les données manquantes sont à compléter. |              |                  |           |                              |

### Compétences
Les compétences de la communauté de communes sont les suivantes :
- Développement économique, emploi, Tourisme, agriculture
- Aménagement de l’espace et numérique
- Gestion de l’aire d’accueil des gens du voyage
- Protection et mise en valeur de l’environnement
- Politique du logement et du cadre de vie
- Petite enfance
- Voirie
- Équipements culturels, sportifs  et soutien du tissu associatif

### Régime fiscal et budget
Le régime fiscal de la communauté d'agglomération est la fiscalité professionnelle unique (FPU).

## Agglomération toulousaine
D'autres communautés intercommunales existent dans l'unité urbaine toulousaine mais à ce jour sans projet de fusion :
1. Toulouse Métropole : 832348 (2022)
2. Le Muretain Agglo : 129300 (2022)
3. Sicoval : 83758 (2022)
4. Le Grand Ouest Toulousain Agglomération : 48345 (2021)
5. Communauté de communes Grand Sud Tarn-et-Garonne : 43119 (2021)
6. Communauté de communes du Frontonnais : 28233 (2021)
7. Communauté de communes des coteaux du Girou : 22837 (2021)
8. Communauté de communes des Coteaux-Bellevue : 21009 (2021)